# Liste der Herrscher von Parma
Diese Liste enthält die Herzöge von Parma. Ab 1556 waren sie auch Herzöge von Piacenza. Zwischen 1748 und 1848 waren sie auch Herzöge von Guastalla.

## Herzöge vonParma(Farnese)
- 1545–1547: Pier Luigi Farnese
- 1547–1586: Ottavio Farnese
- 1586–1592: Alessandro (Alexander) Farnese
- 1592–1622: Ranuccio I. Farnese
- 1622–1646: Odoardo I. Farnese
- 1646–1694: Ranuccio II. Farnese
- 1694–1727: Francesco Farnese
- 1727–1731: Antonio Farnese

1731: Mit Antonio starb das Geschlecht Farnese in männlicher Linie aus.

## Herzöge von Parma (Bourbon)
- 1731–1735: Karl I.

1735: Karl tauscht Parma gegen Neapel und Sizilien.

## Herzöge von Parma (Habsburg)
- 1735–1740: Karl II.
- 1740–1748: Maria Theresia

1748: Durch den Frieden von Aachen erhält der Bruder Karls I. Parma.

## Herzöge von Parma (Bourbon-Parma)
- 1748–1765: Philipp (Bruder Karls I.)
- 1765–1802: Ferdinand

1801: Napoleon annektierte Parma.

## Napoleonische Herzöge von Parma
- 1806–1808: Pauline Bonaparte (Herzogin von Parma und Guastalla)
- 1808–1814: Jean-Jacques de Cambacérès wird Herzog von Parma, Charles-François Lebrun wird Herzog von Piacenza

1814: Im Vertrag von Fontainebleau ging Parma an Napoleons Ehefrau Marie Louise von Österreich, 1815 bestätigt auf dem Wiener Kongress.

## Herzöge von Parma (Habsburg-Lothringen)
- 1814–1847: Marie Louise

## Herzöge von Parma (Bourbon-Parma)
- 1847–1849: Karl II.
- 1849–1854: Karl III.
- 1854–1860: Robert I.

1854 wurde Roberts Mutter, Louise Marie Thérèse d’Artois, Regentin von Parma. 1859 flüchtete Louise Marie mit ihren Kindern in die Schweiz und später nach Österreich. 1860 ging Parma im Königreich Sardinien auf. Der Titel Herzog von Parma wird weiterhin von den männlichen Nachkommen getragen.

## Titularherzöge von Parma seit 1860
- 1860–1907: Robert I.
- 1907–1939: Heinrich
- 1939–1950: Joseph
- 1950–1959: Elias
- 1959–1974: Robert II.
- 1974–1977: Franz Xavier
- 1977–2010: Carlos Hugo
- 2010–heute: Carlos